# Economia Indiei
Economia Indiei este a noua din lume în funcție de PIB și a patra din lume după paritatea puterii de cumpărare.
După trecerea, în 1991,a o economie de piață India a avut o creștere economică accelerată.
În ciuda acestor progrese, India încă se confruntă cu o rată crescută a șomajului, mari inegalități sociale și malnutriție.  

## Agricultura
India este singura care are un numar mare de producători și exportatori de carne de vită, cu o producție estimată la 3,5 milioane tone în 2012.
Exporturile constituie 44% din producția internă de carne de vită.

## Industrie
La nivel mondial, India este un important producător de cărbuni, minereu de fier, bauxita, diamante si sare. Este in crestere productia de petrol si gaze naturale.
Industria prelucrătoare plasează India intre primele zece tari ale lumii ca valoare a producției. Predomina inca ramurile tradiționale: textila (îndeosebi prelucrarea bumbacului; locul 2 pe glob) si alimentara (este cel mai mare producător mondial de zahar si unt).
S-a afirmat puternic industria constructoare de mașini, care produce o gama variata: de la tractoare, locomotive si vapoare pana la sateliți artificiali, India fiind una dintre putinele tari care au dezvoltata industria cosmica.
India are si o puternica industrie cinematografica. Ocupa locul 2 pe glob in domeniu, după S.U.A., orașul Mumbai fiind supranumit „Hollywood-ul Indiei”

## Comunicații
În decembrie 2010, India se afla pe poziția a patra în lume în ceea ce privește utilizatorii de internet, cu în jur de 81 de milioane de abonați, adică 6,9% din populație.
Prin comparație, China avea la acel moment un număr de 430 de milioane de utilizatori de internet.
Număr de utilizatori de internet:
| Anul     | 2011 | 2010 | 2008 |
| -------- | ---- | ---- | ---- |
| milioane | 121  | 81   | 11   |

Număr de utilizatori de telefonie mobilă:
| Anul     | 2011 | 2010  | 2008 | 2006 | 2005 | 2003 | 2002 |
| -------- | ---- | ----- | ---- | ---- | ---- | ---- | ---- |
| milioane | 898  | 525,1 | 300  | 100  | 65   | 28   | 10   |

## Comerțul exterior
Comerțul bilateral dintre India și țările din Africa s-a ridicat, în 2010, la 46 de miliarde de dolari, o creștere semnificativă față de nivelul de trei miliarde de dolari din anul 2000.